# György Schöpflin
Dans le nom hongrois Schöpflin György, le nom de famille précède le prénom, mais cet article utilise l’ordre habituel en français György Schöpflin, où le prénom précède le nom.
Pour les articles homonymes, voir Schöpflin.
György Schöpflin (né le 24 novembre 1939 à Budapest, mort le 19 novembre 2021) est un homme politique hongrois membre de la Fidesz.
Il est élu député européen en 2004, puis réélu en 2009 et en 2014.